# Episodi di Kung Fu (serie televisiva 2021) (prima stagione)
La prima stagione della serie televisiva Kung Fu, composta da 13 episodi, è stata trasmessa sulla rete televisiva statunitense The CW dal 7 aprile al 21 luglio 2021.
In Italia la serie è trasmessa su Italia 1 dal 22 gennaio al 26 febbraio 2022.
| n° | Titolo originale | Titolo italiano    | Prima TV USA   | Prima TV Italia  |
| -- | ---------------- | ------------------ | -------------- | ---------------- |
| 1  | Pilot            | La spada incantata | 7 aprile 2021  | 22 gennaio 2022  |
| 2  | Silence          | La pace interiore  | 14 aprile 2021 | 22 gennaio 2022  |
| 3  | Patience         | Pazienza           | 21 aprile 2021 | 29 gennaio 2022  |
| 4  | Hand             | La scatola         | 28 aprile 2021 | 29 gennaio 2022  |
| 5  | Sanctuary        | Un rifugio sicuro  | 5 maggio 2021  | 5 febbraio 2022  |
| 6  | Rage             | Rabbia             | 12 maggio 2021 | 5 febbraio 2022  |
| 7  | Guidance         | Guida              | 26 maggio 2021 | 12 febbraio 2022 |
| 8  | Destiny          | Destino            | 2 giugno 2021  | 12 febbraio 2022 |
| 9  | Isolation        | Isolamento         | 23 giugno 2021 | 19 febbraio 2022 |
| 10 | Choice           | La scelta          | 30 giugno 2021 | 19 febbraio 2022 |
| 11 | Attachment       | Legame             | 7 luglio 2021  | 26 febbraio 2022 |
| 12 | Sacrifice        | Il sacrificio      | 14 luglio 2021 | 26 febbraio 2022 |
| 13 | Transformation   | Trasformazione     | 21 luglio 2021 | 26 febbraio 2022 |

## La spada incantata
- Titolo originale: Pilot
- Diretto da: Hanelle Culpepper
- Scritto da: Christina M. Kim

### Trama
Nicky torna a casa dopo tre anni, ma sua mamma è ancora arrabbiata perché se ne era andata abbandonando le prospettive del college, l'ex fidanzato ha trovato un'altra e il papa' viene aggredito.  Nicky chiede aiuto ad un amico del fratello confidandosi sulla spada vista in Cina.
- Durata:
- Guest star:
- Ascolti USA: telespettatori 1.40 milioni – rating 18-49 anni 0,2%[2]

## La pace interiore
- Titolo originale: Silence
- Diretto da: Hanelle Culpepper
- Scritto da: Christina M. Kim, Robert Berens

### Trama
- Durata:
- Guest star:
- Ascolti USA: telespettatori 1.37 milioni – rating 18-49 anni 0,2%[3]

## Pazienza
- Titolo originale: Patience
- Diretto da: Joe Menendez
- Scritto da: Richard Lowe

### Trama
- Durata:
- Guest star:
- Ascolti USA: telespettatori 1.07 milioni – rating 18-49 anni 0,2%[4]

## La scatola
- Titolo originale: Hand
- Diretto da: America Young
- Scritto da: Kathryn Borel

### Trama
- Durata:
- Guest star:
- Ascolti USA: telespettatori 1.05 – rating 18-49 anni 0,2%[5]

## Un rifugio sicuro
- Titolo originale: Sanctuary
- Diretto da: R.T. Thorne
- Scritto da: A.C. Allen

### Trama
- Durata:
- Guest star:
- Ascolti USA: telespettatori 0.96 – rating 18-49 anni 0,2%[6]

## Rabbia
- Titolo originale: Rage
- Diretto da: Joe Menendez
- Scritto da: Lillian Yu

### Trama
- Durata:
- Guest star:
- Ascolti USA: telespettatori 0.96[7]

## Guida
- Titolo originale: Guidance
- Diretto da: Michael Goi
- Scritto da: Ryan Johnson e Peter Lalayanis

### Trama
- Durata:
- Guest star:
- Ascolti USA: telespettatori

## Destino
- Titolo originale: Destiny
- Diretto da: Dan Liu
- Scritto da: Melissa Rundle

### Trama
- Durata:
- Guest star:
- Ascolti USA: telespettatori 0.82[8]

## Isolamento
- Titolo originale: Isolation
- Diretto da: Geoffrey Wing Shotz
- Scritto da: Dan Hamamura

### Trama
- Durata:
- Guest star:
- Ascolti USA: telespettatori

## La scelta
- Titolo originale: Choice
- Diretto da: Richard Speight Jr.
- Scritto da: Linda Ge e John Bring

### Trama
- Durata:
- Guest star:
- Ascolti USA: telespettatori 0.80[9]

## Legame
- Titolo originale: Attachment
- Diretto da: Viet Nguyen
- Scritto da: Michael Deigh e Richard Lowe

### Trama
- Durata:
- Guest star:
- Ascolti USA: telespettatori 0.82[10]

## Il sacrificio
- Titolo originale: Sacrifice
- Diretto da: Sudz Sutherland
- Scritto da: Ryan Johnson e Peter Lalayanis

### Trama
- Durata:
- Guest star:
- Ascolti USA: telespettatori 0.76[11]

## Trasformazione
- Titolo originale: Transformation
- Diretto da: Joe Menendez
- Scritto da: Christina M. Kim e Robert Berens

### Trama
- Durata:
- Guest star:
- Ascolti USA: telespettatori